# Liga Bósnia de Basquetebol de 2020-21
A Temporada da Liga Bósnia de Basquetebol de 2020–21 foi a 20.ª edição da principal competição de clubes profissionais na Bósnia e Herzegovina, sendo que o KK Igokea defendeu seu título, vencido após a temporada anterior ser encerrada prematuramente.

## Equipes participantes
Bosna Royal, Borac Banja Luka e Čelik Zenica foram promovidos, enquanto que o Vogošća foi rebaixado.
| Equipe         | Cidade        | Arena                     |
| -------------- | ------------- | ------------------------- |
| Borac          | Banja Luka    | Borik Sports Hall         |
| Bosna Royal    | Sarajevo      | Mirza Delibašić Hall      |
| Bratunac       | Bratunac      | Bratunac Sports Hall      |
| Čapljina Lasta | Čapljina      | Čapljina Sports Hall      |
| Igokea         | Laktaši       | Laktaši Sports Hall       |
| Kakanj         | Kakanj        | KSC Kakanj Sports Hall    |
| Leotar         | Trebinje      | Miloš Mrdić Sports Hall   |
| Mladost        | Mrkonjić Grad | Komercijalna banka Arena  |
| Promo DV       | Donji Vakuf   | Donji Vakuf Sports Hall   |
| Spars          | Sarajevo      | Novo Sarajevo Sports Hall |
| Sloboda        | Tuzla         | SKPC Mejdan               |
| Čelik          | Zenica        | Zenica City Arena         |
| Široki         | Široki Brijeg | Pecara Sports Hall        |
| Zrinjski       | Mostar        | Bijeli Brijeg Sports Hall |

|  | Equipes disputando a ABA Liga   |
|  | Equipes disputando a ABA Liga 2 |

## Playoffs
As finais da Liga Bósnia ocorreria inicialmente em Laktaši, Republika Srpska e casa do KK Igokea. Porém este optou por desistir de sediar o torneio, com o impasse de onde seria a sede das finais  optaram por Široki Brijeg, na Arena Pecara, sede do HKK Široki. O fato é que infelizmente KK Igokea, OKK Borac e OKK Spars não compareceram para a disputa, forçando a entidade organizadora a coroar o HKK Široki como campeão da temporada.

#### Premiação
| Prvenstvo BiH 2020–21   |
| Bósnia e Herzegovina    |
| ----------------------- |
| HKK Široki (11° título) |